# Prescott (Ontário)
Prescott é uma cidade independente (que não faz parte de nenhuma região administrativa) de 5 mil habitantes, localizada na província canadense de Ontário, às margens do Rio São Lourenço.
A cidade foi fundada no início do século XIX por Edward Jessup, um soldado legalista durante a Revolução Americana, que batizou a vila em homenagem a um ex-governador-chefe, Robert Prescott. Antes de 1834, a cidade fazia parte do município de Augusta; no entanto, naquele ano a cidade tornou-se uma vila policial e cortou seus laços com Augusta.